# Themistoklīs Sofoulīs
Themistoklīs Sofoulīs (in greco: Θεμιστοκλής Σοφούλης; Samo, 24 giugno 1860 – Kifissia, 1949) è stato un archeologo e politico greco, esponente e poi leader del partito liberale fu primo ministro per tre volte.
Dopo aver studiato filosofia all'università di Atene e poi in Germania, si specializzò in archeologia.
Nel 1900 abbandonò gli scavi archeologici e entrò in politica venendo eletto in Parlamento. Si batté per maggiore autonomia per l'isola di Samo (che in quel periodo era sotto la dominazione dell'Impero ottomano) come era stabilito nel trattato del 1832.
Nel 1907 organizzò una protesta contro il  governatore dell'isola, Andreas Kopasis (nominato dalla Sublime Porta), che chiese l'intervento dell'esercito turco. Dopo l'omicidio di Kopasis Sofoulīs fuggì in Grecia. Il successore di Kopasis, Grigorios Vegleris, non riuscì a placare il malcontento popolare e nel 1912 Sofoulīs tornò a Samo per guidare la sommossa. L'11 novembre creò una commissione rivoluzionaria che chiese l'unificazione con la Grecia; il 23 dicembre 1912 venne firmata una tregua e l'esercito turco si ritirò dall'isola.
L'unificazione avvenne ufficialmente il 2 marzo 1913 e Sofoulīs rimase presidente ad interim di Samo fino all'aprile 1914 quando venne nominato comandante generale in Macedonia. Rimase a Salonicco fino al febbraio 1915 quando si dimise in seguito ai fortissimi contrasti tra l'allora primo ministro Eleutherios Venizelos ed il re Costantino I.
Nel maggio 1915 venne eletto in parlamento e, durante il periodo dello scisma nazionale, fece parte del governo di Salonicco di Venizelos come ministro degli Interni.
In seguito all'esilio di Costantino I, Venizelos ed il suo governo tornarono ad Atene e Sofoulīs venne eletto presidente del Parlamento, carica che mantenne fino al 1920.
Quando Venizelos decise di ritirarsi dalla vita politica riparando a Parigi, Sofoulīs lo sostituì alla guida del partito liberale e dal 25 luglio al 27 settembre 1924 ricoprì la carica di premier
Nel 1926, dopo la fine della dittatura di Theodoros Pangalos, venne nuovamente nominato presidente del Parlamento. Nel 1928 - dopo la vittoria elettorale di Venizelos che intanto era tornato in patria - entrò nel governo come ministro della Guerra. Nel 1930 tornò alla carica di presidente del Parlamento fino al 1933 quando i liberali vennero sconfitti e i popolari salirono al potere con la formazione del gabinetto di Panagīs Tsaldarīs.
La Grecia attraversò in quegli anni un periodo molto turbolento e venne restaurata la monarchia nell'ambito di un assetto costituzionale. Il re Giorgio II apprezzò la moderazione di Sofoulīs che il 16 marzo 1936 venne rieletto presidente del Parlamento. Nello stesso anno firmò un accordo con Sklavainas, leader del Partito Comunista di Grecia (KKE).
Nel 1944, dopo l'occupazione da parte della Germania nazista, venne messo agli arresti domiciliari. Dopo la liberazione tornò ad esser protagonista della vita politica del Paese e dal 1945 al 4 aprile 1946. Dopo la sconfitta alle elezioni del 1946 dovette dimettersi ma tornò alla guida del governo il 7 settembre 1947. Durante la guerra civile giocò un ruolo importante per la vittoria degli anti-comunisti e nel 1949 convinse Alexandros Papagos a tornare alla sua carica di generale dell'esercito.